# Fritz Böhmer
Fritz Böhmer (* 2. März 1899 in Oestinghausen; † 13. Mai 1973 in Ense) war ein deutscher Kommunalpolitiker und ehrenamtlicher Landrat (CDU).

## Leben und Beruf
Nach dem Schulbesuch absolvierte er eine Lehrerausbildung und war von 1926 bis 1964 als Lehrer tätig. Böhmer war verheiratet und hatte fünf Kinder.
Mitglied des Kreistages des Landkreises Soest war er von 1952 bis 1969. Vom 16. Oktober 1964 bis zum 12. November 1969 war Böhmer Landrat des Kreises. Außerdem war er Vorsitzender des CDU-Kreisverbandes. Ferner gehörte er verschiedenen Gremien des Landkreistages Nordrhein-Westfalen an.

## Sonstiges
Am 30. September 1970 wurde Böhmer das Bundesverdienstkreuz I. Klasse verliehen.